# Dragoste și... statistică
Dragoste și... statistică sau Romanță la birou  (titlul original: în rusă Служебный роман, transliterat: Slujebnîi roman) este un film sovietic de comedie dramatică, realizat în 1977 de regizorul Eldar Reazanov, adaptarea piesei Colegii (Сослуживцы, 1971) de Eldar Reazanov și Emil Braginski care a scris și scenariul.
Protagoniștii filmului sunt actorii Alisa Freindlih, Andrei Meagkov, Oleg Basilașvili și Svetlana Nemoleaeva.

## Rezumat
Excesul de zel al unei funcționare publice din Moscova explodează de furie în fiecare dimineață, descărcându-și nervii asupra angajaților din serviciul pe care îl conduce. Exagerat de punctuală, rece ca un sloi de gheață, Liudmila Kalughina își îndeplinește atribuțiile de director. Apoi subordonați ajung în birouri, ca niște naufragiați pe o insulă metropolitană supraaglomerată. Printre ei se află și Anatoli Novoselțev, un visător și un om timid. Anatoli, părăsit de soție, locuiește cu cei doi copii pe care abia îi poate întreține și visează la o carieră mai bună. Dar cum se poate obține un minim de înțelegere din terifianta Kalughina? Se pare că Anatoli va trebui să încerce să pătrundă la miezul problemei, dezlănțuind toată îndrăzneala extraordinară de care sunt capabili uneori oamenii timizi. 
Pentru a obține o nouă funcție, la sfatul colegului său Iuri Samohvalov, încearcă să-și seducă șefa Liudmila Kalughina, o femeie cu aspect neglijat pentru care munca a înlocuit viața privată. Neașteptat, dorința lui Anatoli se îndeplinește, mai mult chiar, câștigă și o parteneră de viață... 

## Distribuție
- Alisa Freindlih – Liudmila Kalughina, directoarea unei agenții de statistică
- Andrei Meagkov – Anatoli Novoselțev, statistician senior
- Oleg Basilașvili – Iuri Samohvalov[3], adjunctul lui Kalughina / vocea soției Verocika la telefon
- Svetlana Nemoleaeva – Olga Rîjova, angajată a biroului de statistică
- Lia Ahedjakova – Verocika, secretara lui Kalughina
- Liudmila Ivanova – Șura, activist sindical
- Piotr Șcerbakov – Piotr Bublikov, sef departament catering
- Nelli Pșionnaia – soția lui Samohvalov
- Nadejda Repina – Aliona, angajat al unei agenții de statistică, prieten cu Verochka
- Viktor Filippov – Borovskih, șeful departamentului local de industrie
- Aleksandr Fatiușin – angajat al biroului de statistică
- Gheorghi Burkov – Jora, îngrijitorul
- Maria Vinogradova – membră a comisiei de inventariere
- Olesia Ivanova – membră a comisiei de inventariere
- Vladimir Plotnikov – șoferul lui Kalughina
- Aleksandr Denisov – Vova, fiul cel mare al lui Novoselțev
- Gheorghi Zaranko – fiul cel mic al lui Novoselțev
- Ksenia Borozdina – o angajată
- Vera Burlakova – un membru al comisiei de inventariere
- Eldar Reazanov – pasagerul din autobuz (nemenționat)

## Melodii din film
- В моей душе покоя нет (V moei dușe pokoia net/Nu există pace în sufletul meu), muzica de Andrei Petrov, textul de Robert Burns și Samuil Marșak, interpretată de Alisa Freindlih
- Обрываются речи влюблённых (Obrîvaiutsia reci vliublionnîh), muzica Andrei Petrov, textul de Nikolai Zaboloțki, interpretată de Alisa Freyndlikh
- Облетают последние маки (Obletayut posledniye maki), muzica de Andrei Petrov, textul de Nikolai Zaboloțki, interpretată de Andrei Meagkov
- Нас в набитых трамваях болтает (Nas v nabitykh tramvayakh boltayet), muzica Andrei Petrov, textul de Evgheni Evtușenko, interpretată de Andrei Meagkov
- У Природы Нет Плохой Погоды (U prirody net plokhoy pogody), muzica de Andrei Petrov, textul de Eldar Reazanov, interpretată de Alisa Freyndlikh

## Lansare, recompense
Filmul a avut premiera în Uniunea Sovietică pe 26 octombrie 1977 sub titlul în rusă Служебный роман, transliterat: Slujebnîi roman și a avut parte de mare succes comercial, fiind vizionat de 58,4 milioane de spectatori în cinematografele din Uniunea Sovietică, ceea ce-l plasează pe locul 20 în topul celor mai vizionate filme sovietice. A fost distins cu Premiul de Stat al RSFSR în 1979. Filmul rămâne unul dintre cele mai populare filme din epoca sovietică din Rusia și din alte foste republici sovietice.
În România premiera filmului a avut loc la data de 24 aprilie 1978 la cinematograful „Festival” din capitală.
În 2011 a fost lansat un remake intitulat Служебный роман. Наше время/Slujebnîi roman. Nașe vremea, regizor Sarik Andreasian.